# Lac Geai
Pour les articles homonymes, voir Geai.
Le lac Geai est un plan d'eau douce situé dans la municipalité de Chertsey dans la région administrative de Lanaudière, au Québec, au Canada. Il est situé sur le territoire de la Station de biologie des Laurentides appartenant à l'Université de Montréal.

## Géographie
Ce lac est situé à proximité du lac Cromwell. Il a une forma allongée, avec une longueur de 215 m et une largeur maximale de 57 m.

## Toponymie
La lac a été nommée en 1964 à cause de la présence de geais à proximité.

### Articles
- Pierre J.H. Richard, « 12 000 ans d’histoire de la Végétation et du Milieu à la Station de biologie des Laurentides par l’analyse pollinique des sédiments du lac Geai », FloraQuébec,‎ mai 2013 (lire en ligne [PDF]) - (en) « Pierre J.H. Richard », sur www.wikidata.org (consulté le 26 avril 2024) - Laboratoire Jacques-Rousseau - Paléophytogéographie et palynologie - Département de géographie, Université de Montréal - Mai 2013.